# Martina Strutz
Martina Strutz (Schwerin, 4 de novembro de 1981) é uma atleta alemã especialista no salto com vara.

## Carreira

### Rio 2016
Martina Strutz representou seu país na Rio 2016, após se qualificar para as finais. Ficou em nono lugar com 4.60m.